# 吉成明
吉成 明（よしなり あきら、1944年（昭和19年）5月10日 - ）は、日本の政治家。元茨城県日立市長（1期）。

## 来歴
東北大学卒。卒業後は日立市役所に入り、財政部長や副市長などを務め、2011年の市長選挙で無投票で当選した。日立市長を1期務め、2015年に不出馬を表明し、退任した。
2019年5月旭日双光章を受章した。